# Marianergraven

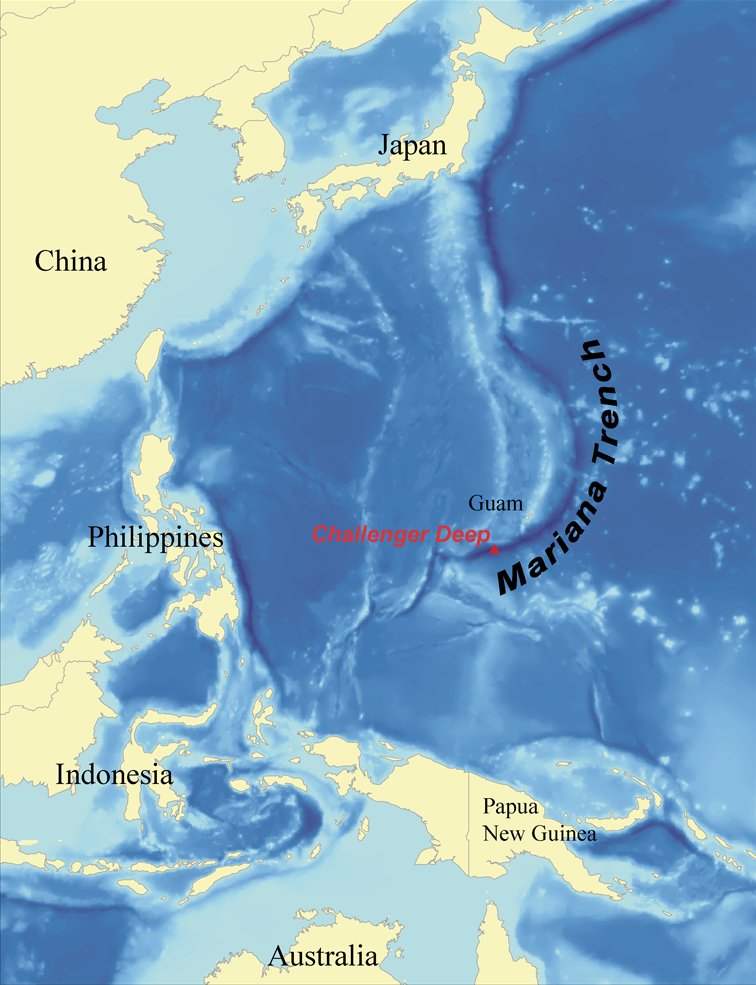
Marianergravens läge

Marianergraven är världens djupaste noterade djuphavsgrav. Marianergraven är belägen i västra Stilla havet, sydväst om Marianerna vid 11°21′N 142°12′Ö / 11.350°N 142.200°Ö, som ligger nära Guam. Gravens maximala djup finns i Challengerdjupet och ligger (med en felmarginal på cirka 25 meter) 11 034 m under havsytan.
Graven är en subduktionszon och markerar gränsen där två tektoniska plattor möts, Stillahavsplattan trycks under Filippinska plattan. Marianergraven är djupare än Mount Everest är högt.
Marianergraven är inte den havsbotten som ligger närmast jordens medelpunkt, beroende på att jorden inte är ett perfekt klot. Om man tar latituden och ekvatorutbuktningen med i beräkningarna ligger graven 6 366,4 km från jordens medelpunkt. Arktiska oceanens botten ligger cirka 6 352,8 km från jordens medelpunkt (13.6 km närmare) trots att den är 4–4,5 km djup från havsytan räknat.

## Utforskning
Den första bemannade farkosten som besökte Marianergraven var batyskafen Trieste. Besöket gjordes år 1960 och besättningen bestod av Jacques Piccard, son till konstruktören av Trieste, Auguste Piccard och Don Walsh. Trieste skickades ner i januari 1960 och dess mätinstrument visade ett djup på 11 521 meter. Dock reviderades detta senare till 10 916 meter. När Piccard och Walsh landade på bottnen var vattentrycket runt deras batysfär ca 1 100 bar, men till sin förvåning såg de en plattfisk på bottnen, som långsamt simmade iväg.
I mars 2012 genomfördes en dykning av regissören James Cameron, som dels tog bilder under sin tre timmar långa vistelse, dels hämtade prover från botten, som ska hjälpa forskare att ta reda på vad som lever där nere.
En serie dykningar gjordes vid månadsskiftet april-maj 2019 av Victor Vescovo, då även plast påvisades på bottensedimentet.